# Tabernaemontana peschiera
Tabernaemontana peschiera là một loài thực vật có hoa trong họ La bố ma. Loài này được ined. miêu tả khoa học đầu tiên.